# Мсила (покрајина)
Мсила (арап. ولاية المسيلة), једна је од 48 покрајина у Народној Демократској Републици Алжир. Покрајина се налази у централном делу земље у планинском појасу венца Атласа.
Покрајина Мсила покрива укупну површину од 18.718 km² и има 991.846 становника (подаци из 2008. године). Највећи град и административни центар покрајине је град Мсила.